# Dutee Chand
Dutee Chand (Gopalpur, 3 de febrero de 1996) es una velocista profesional india y excampeona nacional en la prueba femenina de 100 metros. En 2013, fue la primera velocista india en llegar a la final de los 100 metros en una competición mundial de atletismo juvenil, y en 2016 participó en los Juegos Olímpicos de Río. Es la tercera mujer india que se clasifica para la prueba de 100 metros femeninos en los Juegos Olímpicos de Verano. En 2018, Chand consiguió la medalla de plata en los 100 metros femeninos en los Juegos Asiáticos de Yakarta. Fue la primera medalla de la India en estos juegos desde 1998. Además, en 2019, se convirtió en la primera velocista india en ganar el oro en la Universiada, con la marca de 11,32 segundos en la carrera de 100 metros.
Chand estuvo en el centro de una polémica sobre hiperandrogenismo en el atletismo. En 2014, se le prohibió competir internacionalmente debido al Reglamento de Hiperandrogenismo de la IAAF, que establecen un límite en los niveles naturales de testosterona para las atletas femeninas. Chand impugnó esta normativa, lo que condujo a un caso histórico en el Tribunal de Arbitraje Deportivo (TAS) en 2015, que suspendió el reglamento durante dos años, alegando que no había evidencia científica suficiente para respaldarlo. La IAAF introdujo nuevas regulaciones en 2018, reavivando el debate sobre la inclusión de atletas intersexuales en el deporte femenino y los Juegos Olímpicos.
Chand también es la primera atleta india en declararse abiertamente lesbiana y, por tanto, miembro del colectivo LGBTQ+, cuando habló en 2019 que tenía una relación con otra mujer.

## Trayectoria
Siendo la tercera de siete hermanos, Chand nació el 3 de febrero de 1996 en una familia de tejedores que vivía por debajo del umbral de la pobreza en Gopalpur, un pequeño pueblo en el estado de Odisha, una de las zonas más pobres de la India. Su hermana mayor Saraswati, corredora de nivel estatal, fue su referente. A la edad de cuatro años, Chand comenzó a entrenar junto con Saraswati en la pista local de su pueblo. En 2006, cuando Chand tenía 10 años, las hermanas  fueron inscritas en una residencia deportiva del gobierno, que estaba a tres horas de distancia de su casa y dónde podían entrenar atletismo. Este programa nacional le permitió enviar apoyo financiero a su familia, que les permitió mudarse de su casa de dos habitaciones y sin baño.
En 2013, Chand se matriculó en la Universidad KIIT para estudiar la carrera de Derecho.

### 2012–2013

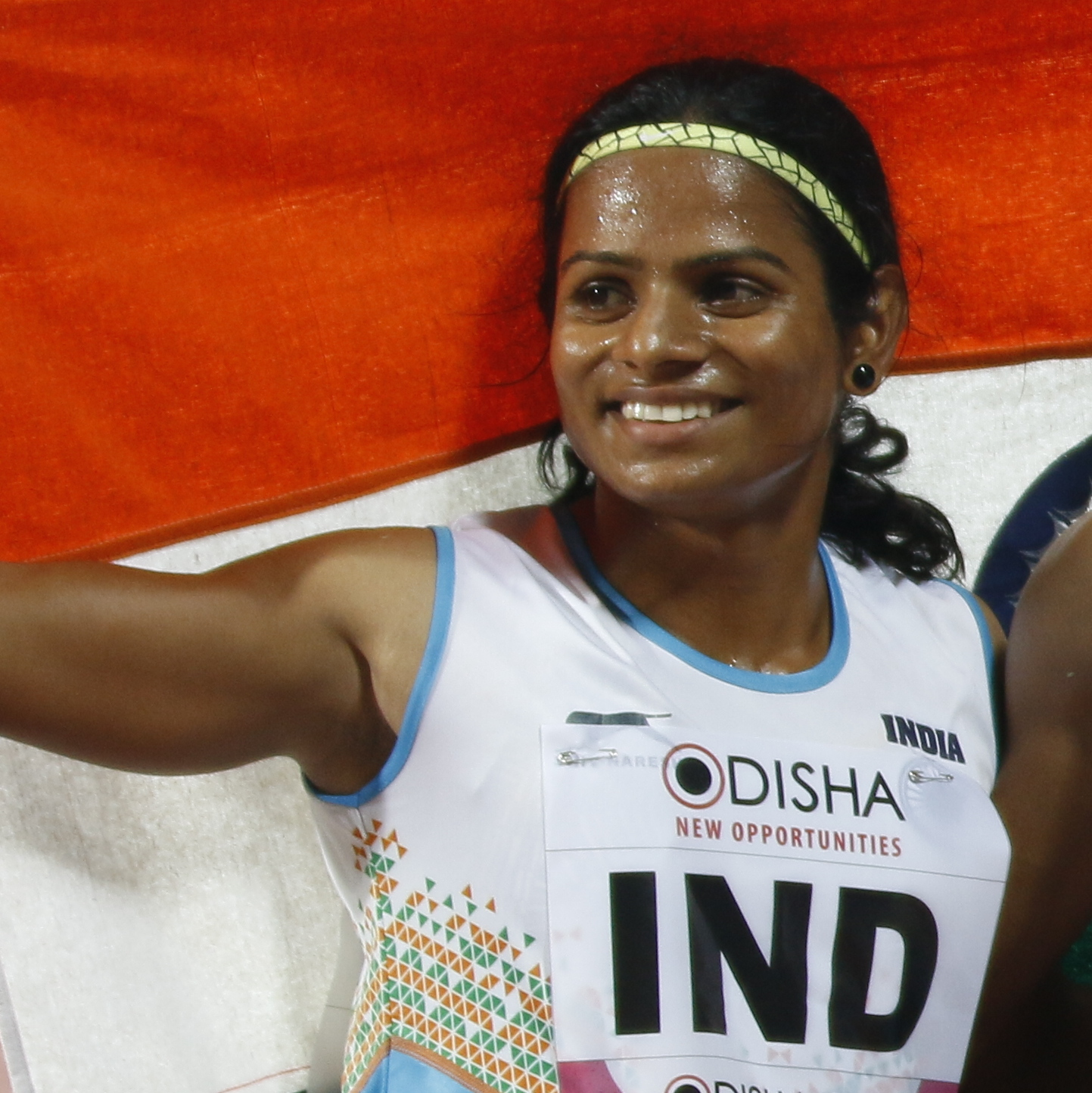

En 2012, se convirtió en campeona nacional en la categoría sub-18, cuando con la marca 11,85 segundos en el campeonato nacional juvenil de atletismo. De hecho, la Asociación Internacional de Federaciones de Atletismo estableció que a Chand solo se le podría permitir competir nuevamente si reducía sus niveles de testosterona por debajo del rango masculino. Chand se negó a cambiar su cuerpo para poder competir.
En 2013, se matriculó en la Universidad KIIT para estudiar Derecho. Con una marca de 23,811 segundos, Chand ganó el bronce en los 200 metros femeninos en el Campeonato Asiático de Atletismo de 2013 en Pune. Ese año también se convirtió en la primera persona india en llegar a la final de los 100 metros de atletismo mundial, en el Campeonato Mundial Juvenil de 2013. Ese mismo año, se convirtió en campeona nacional en 100 metros y 200 metros cuando ganó los eventos marcando 11,73 segundos en la final de 100 metros y un mejor tiempo de su carrera de 23,73 segundos en 200 metros en el Campeonato Nacional de Atletismo Senior en Ranchi.

### Controversia sobre el hiperandrogenismo 2014-2015
En junio de 2014, ganó dos medallas de oro en los Campeonatos Asiáticos de Atletismo Juvenil en 200 metros y relevos 4 × 400 metros. En la prueba de 200 metros mejoró su tiempo anterior a 23,74 segundos y esperaba clasificarse para los Juegos de la Commonwealth de 2014, pero Chand fue eliminada en el último minuto después de que la Federación Atlética de la India la declarara no elegible para competir como atleta femenina debido al hiperandrogenismo. Después de esto también fue excluida de los Juegos Asiáticos de 2014. No hubo ninguna indicio de que Chand estuviera involucrada en trampas o dopaje, y la decisión fue ampliamente criticada por los defensores de la intersexualidad.
Chand apeló ante el Tribunal de Arbitraje Deportivo (TAS). Y el bufete de abogados canadiense Davies, Ward, Philips & Vineberg, LLP la representó pro bono. La política de la IAAF sobre el hiperandrogenismo, o los altos niveles naturales de testosterona en las mujeres, fue suspendida tras este caso en julio de 2015. El fallo concluyó que faltaban pruebas de que la testosterona aumentaba el rendimiento atlético femenino y notificó a la IAAF que tenía dos años para proporcionar las pruebas. Por lo tanto, se levantó efectivamente la suspensión de Chand, autorizándola a competir nuevamente.
El proceso de determinar la elegibilidad de Chand para competir le causó un daño personal significativo, incluyendo exámenes médicos invasivos y un señalamiento público humillante. La velocista recibió apoyo de otras compañeras deportistas, como Santhi Soundarajan, una corredora de media distancia india. Tras el caso, en 2018, de la corredora intersexual Caster Semenya, Chand mostró su apoyo y visibilizó, de nuevo, su dolor y lucha durante cuatro años, cuando no se le permitió competir en ningún evento internacional debido al hiperandrogenismo.

### 2016
Tras el cambio de normativa sobre hiperandrogenismo, Chand volvió a competir y participó en los 60 metros en el Campeonato Asiático de Atletismo en Pista Cubierta de 2016. Allí estableció el récord nacional indio de 7,28 segundos en la ronda de clasificación. Además, ganó la medalla de bronce en la final con un tiempo de 7,37 segundos.
Chand hizo la marca de 11,33 segundos en los 100 metros femeninos para ganar el oro y superar el récord nacional anterior de 11,38 de Rachita Mistry, de 16 años, en el Campeonato Nacional de Atletismo de la Copa Federación de 2016 en Nueva Delhi. Sin embargo, no alcanzó la norma de clasificación para los Juegos Olímpicos de Río de 11,32 por una centésima de segundo. El 25 de junio de 2016, Chand rompió el mismo récord nacional dos veces en un día después de marcar 11,24 en el XXVI Encuentro Internacional G Kosanov Memorial en Almaty, Kazajistán, clasificándose así para los Juegos Olímpicos.

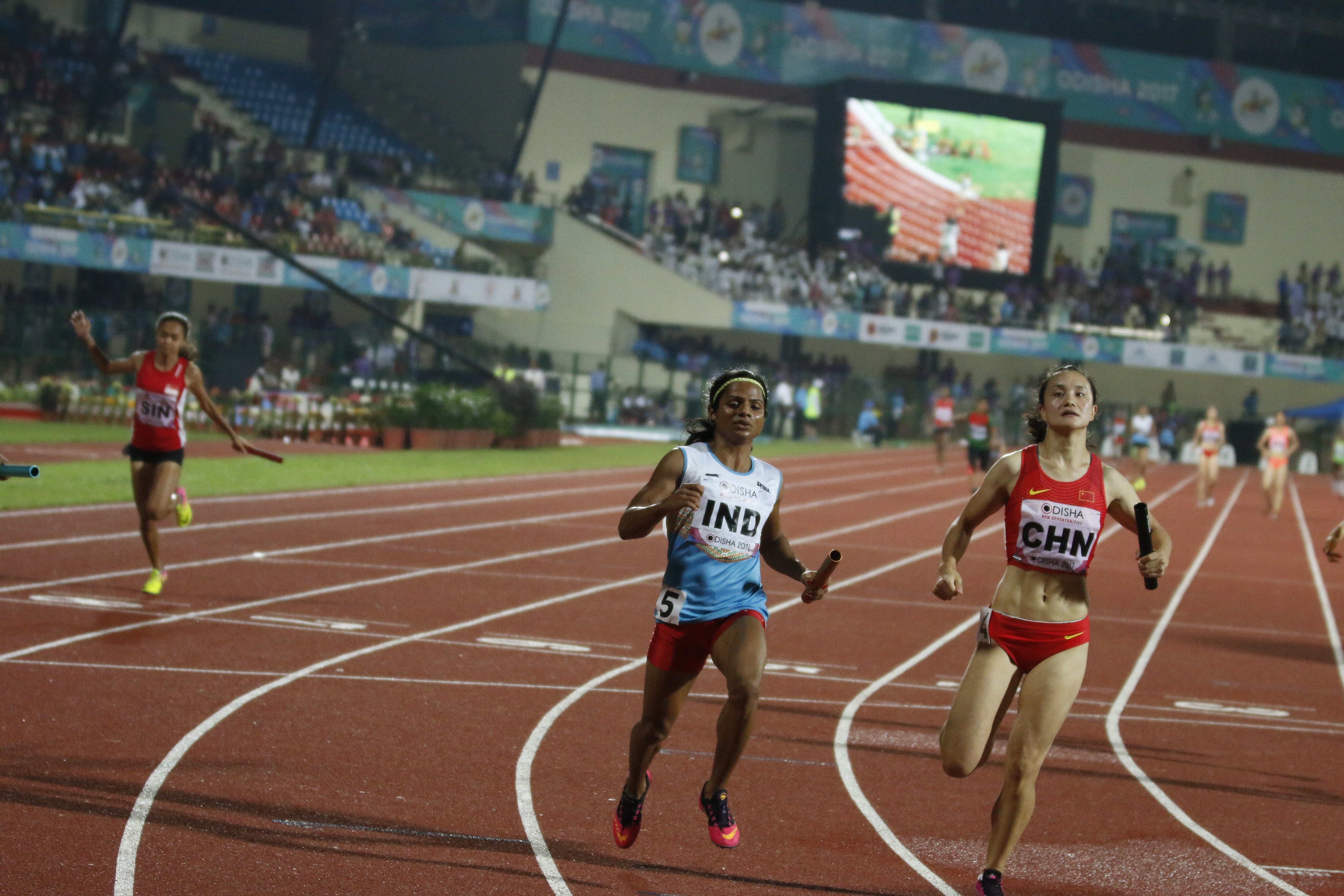
Chand en acción en el evento de relevos en la pista en 2017.

En los Juegos Olímpicos de Río de Janeiro 2016, se convirtió en la tercera mujer india en participar en los 100 metros femeninos, aunque no pasó de las eliminatorias, donde realizó una marca de 11,69 segundos.
En 2016, el ministro Principal Naveen Patnaik nombró a Chand como gerente asistente de Odisha Mining Corporation, argumentando que la decisión del gobierno de emplear directamente a atletas es una forma de  recompensar sus logros y brindarles estabilidad financiera.

### 2017−2019

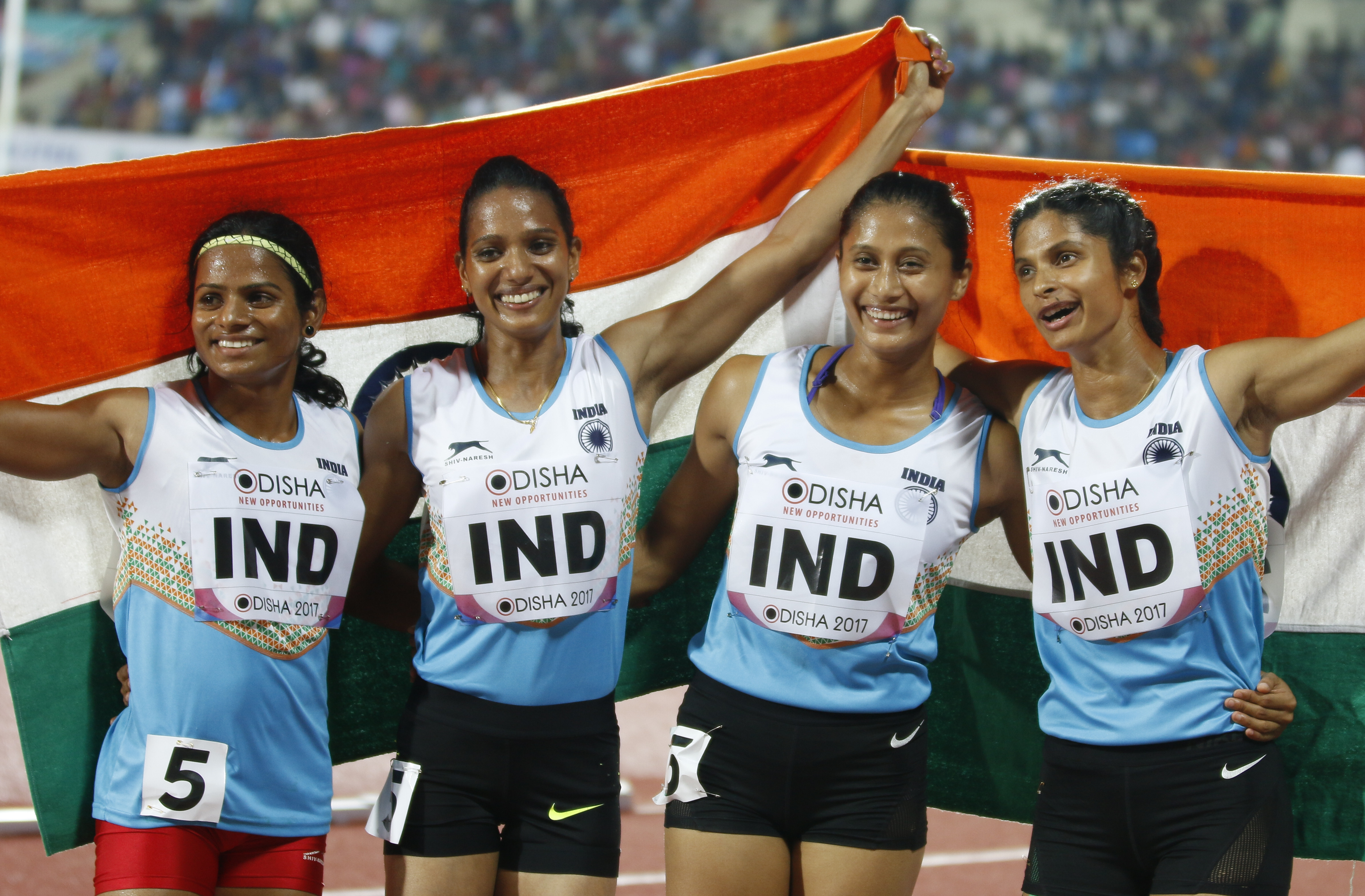
Chand (izquierda) con el equipo indio de 4 × 100 m en el Campeonato Asiático de 2017

En 2017, en el Campeonato Asiático de Atletismo, consiguió dos medallas de bronce, una en los 100 metros femeninos y otra en el relevo 4 × 100 metros femenino con Srabani Nanda, Merlin K Joseph y Himashree Roy en Bhubaneswar. En los Juegos Asiáticos de 2018 en Yakarta, en la final de los 100 metros femeninos, ganó la medalla de plata, su primera medalla en los Juegos Asiáticos, con una marca de 11,32 segundos, el 26 de agosto. Tres días después, consiguió su segunda plata en los Juegos Asiáticos en la final de los 200 metros femeninos. Su plata en los 100 metros fue la medalla de plata de la India en esta categoría después de 32 años desde que PTUsha ganó en 1986 y la primera medalla de Chand en los Juegos Asiáticos desde que fue prohibida en 2014 y su plata en los 200 metros es después de 16 años para la India desde el oro de Saraswati Saha en 2002 en Busan.
En la Universiada de 2019 en Nápoles, Chand ganó el oro en la carrera de 100 metros, convirtiéndose en la primera velocista india en ganar el oro en la Universiada. Terminó el sprint en 11,32 segundos. Además, fue la abanderada durante la ceremonia de apertura del evento.
En mayo de 2019, Chand se convirtió en la primera atleta abiertamente lesbiana de la India al revelar públicamente que estaba en una relación con otra mujer. Afirmó que la decisión de la Corte Suprema de la India de 2018 de despenalizar las relaciones sexuales entre personas del mismo sexo le ayudo a decidirse a la hora de hablar abiertamente sobre su sexualidad. El anuncio de Chand generó diversas reacciones. Si bien recibió un gran apoyo en las redes sociales y de la comunidad LGBTQ+. También se enfrentó una dura reacción por parte de su pueblo natal y su hermana mayor amenazó con expulsarla de la familia.
En agosto de 2019, la empresa de ropa deportiva Puma contrató a Chand durante dos años como imagen de la marca para promocionar sus productos.

En 2021, compitió en los Juegos Olímpicos de Tokio 2020 en los eventos de 100 y 200 metros femeninos, habiéndose clasificado debido a su clasificación mundial, ya que no cumplía con los tiempos mínimos requeridos. En las rondas iniciales hizo marcas de tiempo de 11,54 y 23,85 segundos, respectivamente, muy fuera del rango requerido para avanzar a las rondas semifinales. 

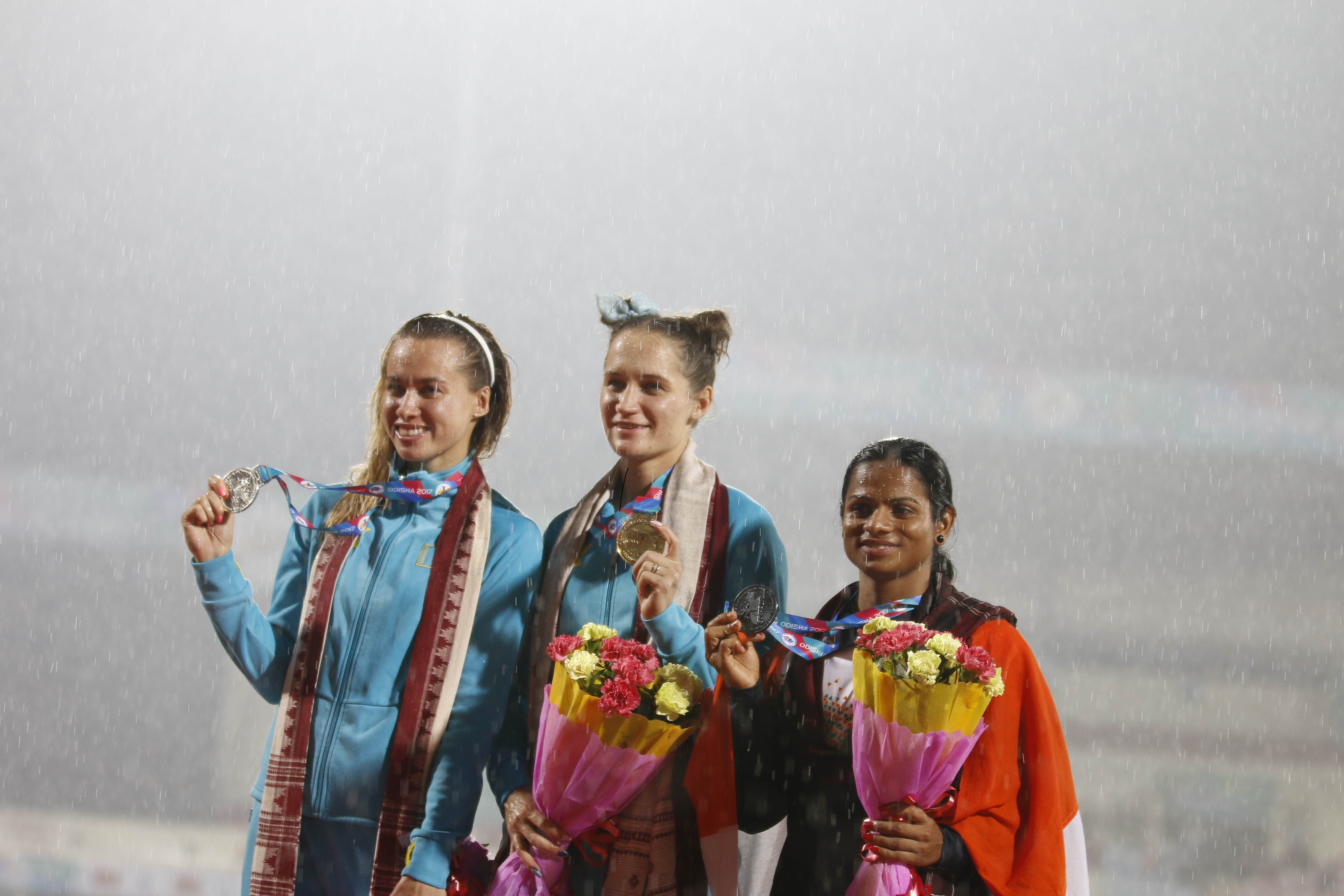
Chand (derecha) en el podio después de ganar el bronce en el Campeonato Asiático de 2017.

Es una de las atletas cuyos casos se detallan en el documental de Phyllis Ellis de 2022, titulado Categoría: Mujer. Ese mismo año se participó como concursante al reality-show de baile Jhalak Dikhhla Jaa 10. El 18 de enero de 2023 se anunció que Chand había dado positivo en tres sustancias prohibidas diferentes. En 2024, Chand anunció su decisión de retirarse del deporte después de competir en los Juegos Olímpicos de París 2024.